# Сеттімо-Сан-П'єтро
Сеттімо-Сан-П'єтро (італ. Settimo San Pietro, сард. Sètimu) — муніципалітет в Італії, у регіоні Сардинія,  провінція Кальярі.
Сеттімо-Сан-П'єтро розташоване на відстані близько 410 км на південний захід від Рима, 10 км на північний схід від Кальярі.
Населення — 6693 особи (2014).
Щорічний фестиваль відбувається prima domenica di вересня. Покровитель — San Pietro.

## Демографія
Населення за роками:

Станом на 1 січня 2023 року в муніципалітеті офіційно проживало 58 іноземців з 23 країн, серед них 22 громадяни країн Євросоюзу та 4 громадяни України.

## Сусідні муніципалітети
- Куартуччу
- Селарджус
- Сердіана
- Сесту
- Сіннаї
- Солемініс